# Naiqam Co
Naiqam Co (kinesiska: Najiang Cuo, 纳江错) är en sjö i Kina. Den ligger i den autonoma regionen Tibet, i den sydvästra delen av landet, omkring 380 kilometer nordväst om regionhuvudstaden Lhasa. Trakten runt Naiqam Co består i huvudsak av gräsmarker.
Genomsnittlig årsnederbörd är 369 millimeter. Den regnigaste månaden är juli, med i genomsnitt 106 mm nederbörd, och den torraste är december, med 4 mm nederbörd.